# La fidanzata (Čechov)
La fidanzata (in russo Невеста?, Nevesta) è un racconto di Anton Čechov pubblicato nel 1903; cronologicamente, è l'ultimo racconto scritto dall'autore russo.

## Trama
In una cittadina di provincia russa, nel mese di maggio, la ventitreenne Nadja sta meditando sulla sua esistenza: vive in una famiglia benestante con la madre Nina Ivanovna e la nonna paterna Marfa Mihajlovna, è fidanzata con Andrej Andreič e le nozze si celebreranno nei primi di luglio. Ma la giovane Nadja non è felice: avverte un senso di angoscia che l'ambiente circostante  sembra acuire, anziché alleviare. L'unica persona con cui Nadja si confida è Saša, un lontano parente molto malato che, per curarsi, giunge ogni anno ospite dei Šumin da Mosca dove, pittore mancato, lavora come litografo. Saša comprende che Nadja è infelice; la esorta perciò a lasciare la città natale e a recarsi in una grande città. La vigilia delle nozze Nadja, disperata, decide di abbandonare tutto e tutti e partire, dapprima fino a Mosca, in compagnia di Saša, quindi per San Pietroburgo dove intende frequentare l'università.
Terminato l'anno scolastico Nadja decide di rientrare a casa. Si reca dapprima a Mosca, dove incontra Saša sempre più malato, poi prosegue per la città natale dove è accolta con affetto dalla madre e dalla nonna, che le appaiono tuttavia molto invecchiate e stanche. Nadja riprende il vecchio ritmo familiare, ma ha la consapevolezza di essere ormai cambiata e trovare tutto vecchio e inutile. Giunge infine un telegramma in cui si comunica la morte di Saša. 
(Anton P. Čechov, "La fidanzata". In: I racconti della maturità; traduz. di E. Guercetti e G. Piretto, Milano: Feltrinelli, 2007)

## Storia editoriale
"La fidanzata" è l'ultimo racconto, in ordine di tempo, scritto da Anton Čechov. Čechov cominciò a scrivere il racconto a Jalta nel dicembre 1902. Il lavoro procedeva tuttavia con lentezza, come scrisse alla moglie Ol'ga in una lettera datata 1º febbraio 1903. La prima stesura fu completata il 20 febbraio 1903 e la versione finale fu completata il 27 febbraio e inviata al mensile Žurnal dlâ vseh ('Il giornale per tutti). Le modifiche fra la prima e l'ultima stesura sono numerose. Per esempio, nella prima stesura il titolo di studio di Saša era molto più elevato che nella seconda, venivano dati molti particolari sulla visita di Nina Ivanovna a Nadja a San Pietroburgo. Il racconto fu pubblicato dal Žurnal dlâ vseh alla fine dell'anno, sul numero n. 12 (dicembre), 1903.

## Critica
In Nadja, la protagonista del racconto, è stata vista «un'affermazione di trionfante ottimismo» o di presa di coscienza rivoluzionaria

## Edizioni
- "La fidanzata" (in russo Невеста?, Nevesta), Il giornale per tutti (in russo Журнал для всех?, Žurnal dlâ vseh) n. 12 (dicembre), 1903
- A. Čechov,   «La fidanzata (in russo Невеста?, Nevesta)», In: in russo Сочинения в 18 томах // Полное собрание сочинений и писем в 30 томах?, Sočineniâ v 18 tomah // Polnoe sobranie sočinenij i pisem v 30 tomah (Opere in 18 volumi // I testi completi e le lettere in 30 volumi), M: Nauka, 1977, Vol. 12. Racconti, 1898-1903. - pp. 202-220
- Anton Cecof, La steppa: racconto di un viaggio; trad. dal russo di Olga Resnevic, Roma: Ediz. La Voce, 1920
- Anton Pavlovič Čechov, Racconti e novelle, 3 voll.; traduzioni dal russo di Giovanni Faccioli, Giuseppe Zamboni, Zino Zini, Anjuta Mayer Lo Gatto; a cura di Giuseppe Zamboni; introduzione di Emilio Cecchi; appendice critica a cura di Maria Bianca Gallinaro, Firenze: G. C. Sansoni, 1954-55
- Anton Pavlovič Čehov, Tutti i racconti, Vol. III: Racconti e novelle, 1888-1903; a cura di Eridano Bazzarelli, Milano: Mursia, 1984
- Anton Cechov, Tutti i racconti, Tomo XII: «Anima cara e indice generale»; introduzione e traduzione di Alfredo Polledro, Collezione Biblioteca Universale Rizzoli 1101-1103, Milano: Rizzoli, 1957
- Anton Čechov, La fidanzata e altri racconti; a cura di Maria Grazia Cerruti, Milano: Opportunity book, 1995, ISBN 88-8111-128-4
- Anton P. Čechov, Il monaco nero; La signora con il cagnolino; La fidanzata; trad. di Alfredo Polledro, Roma: Viviani, 1996, 	ISBN 88-7993-066-4
- Anton Pavlovič Čechov, I racconti della maturità; a cura di Fausto Malcovati; traduzione di Emanuela Guercetti e Giampiero Piretto, Coll. Universale economica 2189, Milano: Feltrinelli, 2007, ISBN 978-88-07-82189-9
- Anton Pavlovič Čechov, La sposa; a cura di Bruno Osimo; Milano: 2020, ISBN 978-88-98467-54-9

## Opere derivate
- Nevesta (Невеста') - film del 1956 diretto da Grigorij Nikulin e Vladimir Markovič Šredel'[5]